# Olympic Real de Bangui
Olympic Real de Bangui – klub piłkarski z Republiki Środkowoafrykańskiej, mający siedzibę w stolicy kraju Bangi.

## Historia
Chronologia nazw:
- 1945: Réal Olympique Castel
- 20??: Olympic Real de Bangui

Klub piłkarski Réal Olympique Castel został założony w mieście Bangi w 1945 roku. Najpierw występował w turniejach lokalnych. W 1968 po organizowaniu Ligue de la République centrafricaine startował w rozgrywkach najwyższej ligi. Obecnie nazywa się Olympic Real de Bangui.

## Sukcesy

### Trofea krajowe
| \| \| Zdobyte trofea w rozgrywkach Republiki Środkowoafrykańskiej (stan na: 31-12-2017) \| |                                                                                   |      |                                                                           |
| Rozgrywki                                                                                  | Osiągnięcie                                                                       | Razy | Sezon(y)                                                                  |
| Mistrzostwo                                                                                | I miejsce                                                                         | 12   | 1971, 1973, 1975, 1979, 1982, 2000, 2001, 2004, 2010, 2012, 2016, 2016/17 |
| Mistrzostwo                                                                                | II miejsce                                                                        | 0    |                                                                           |
| Mistrzostwo                                                                                | III miejsce                                                                       | 0    |                                                                           |
| Puchar                                                                                     | zdobywca                                                                          | 2    | 1989, 1999                                                                |
| Puchar                                                                                     | finalista                                                                         | 2    | 2012, 2017                                                                |
| Superpuchar                                                                                | zdobywca                                                                          | 0    |                                                                           |
| Superpuchar                                                                                | finalista                                                                         | 0    |                                                                           |
| Republika Środkowoafrykańska                                                               | Zdobyte trofea w rozgrywkach Republiki Środkowoafrykańskiej (stan na: 31-12-2017) |      |                                                                           |

## Występy w rozgrywkachCAF
| Sezon | Rozgrywki                            | Runda   | Kraj             | Klub                         | Dom   | Wyjazd | Dwumecz      |       |
| ----- | ------------------------------------ | ------- | ---------------- | ---------------------------- | ----- | ------ | ------------ | ----- |
| 1972  | Afrykański Puchar Mistrzów           | 1       | Kamerun          | Aigle Nkongsamba             | 1-0   | 1-3    | 2-3          |       |
| 1974  | Afrykański Puchar Mistrzów           | 1       | Uganda           | Simba FC                     | 4-0   | 0-1    | 4-1          |       |
| 1974  | Afrykański Puchar Mistrzów           | 2       | Ghana            | Hearts of Oak                | 3-3   | 1-6    | 4-9          |       |
| 1980  | Afrykański Puchar Mistrzów           | 1       |                  | Étoile du Congo              | 0-1   | 1-3    | 1-4          |       |
| 1983  | Afrykański Puchar Mistrzów           | wstępna | Burundi          | Maniema Fantastique FC       | 1-0   | 1-2    | 2-2 (a)      |       |
| 1983  | Afrykański Puchar Mistrzów           | 1       | Angola           | Atlético Petróleos de Luanda | 2-3   | 1-3    | 3-6          |       |
| 1990  | Afrykański Puchar Zdobywców Pucharów | 1       | Benin            | Requins de l’Atlantique FC   | 1-0   | 0-1    | 1-1 (k. 3-4) |       |
| 2000  | Afrykański Puchar Zdobywców Pucharów | wstępna | Rwanda           | Rayon Sports FC              | 1-1   | w.o.1  | 1-1          |       |
| 2002  | Afrykańska Liga Mistrzów             | wstępna | Gwinea Równikowa | Akonangui FC                 | 1-0   | 0-1    | 1-1 (k. 6-7) |       |
| 2004  | Afrykański Puchar Konfederacji       | wstępna | Angola           | Petro do Huambo              | w.o.2 | w.o.2  | w.o.2        | w.o.2 |
| 2011  | Afrykańska Liga Mistrzów             | wstępna | Algieria         | MC Alger                     | 1-1   | 0-2    | 1-3          |       |
| 2013  | Afrykańska Liga Mistrzów             | wstępna | Nigeria          | Kano Pillars                 | 0-0   | 1-5    | 1-5          |       |
| 2018  | Afrykańska Liga Mistrzów             | wstępna | Algieria         | ES Sétif                     | 0-0   | 0-6    | 0-6          |       |

1- Olympic Real nie pojawił się na drugim etapie i został wyeliminowany.

2- Olympic Real zrezygnował z turnieju.

## Stadion
Klub rozgrywa swoje mecze domowe na stadionie Barthélemy Boganda Stadium w Bangi, który może pomieścić 35000 widzów.

### Znani zawodnicy
- Eudes Dagoulou
- Marcelin Tamboulas
- Paul Delcourt